# Kis fémescincér
A kis fémescincér (Gaurotes virginea) a cincérfélék családjába tartozó, Eurázsiában honos, fenyőfákon élő bogárfaj. 

## Megjelenése
A kis fémescincér testhossza 7-13 mm. A szárnyfedők oldalvonala kb. a háromnegyedükig párhuzamos, kiálló vállai lekerekítettek. Alapszíne fekete, potroha vörös. Előtora fekete, rozsdavörös vagy fekete, rozsdás foltokkal. Szárnyfedői fémes csillogású acélkék, kék, zöldeskék, esetleg ibolyakék színűek. Előtora gömbölyű, szórtan és egyenetlenül pontozott; tövében a harántbenyomat nem élesen határolt, de pontozva ráncolt. Szárnyfedői durván pontozottak, kevéssé ráncoltak. 

## Elterjedése és életmódja
Eurázsiában honos, Franciaországtól Koreáig. A Brit-szigetekről hiányzik. Magyarországon csak Sopron környékéről ismert, de a Kárpátokban gyakori faj. 
Lárvája különféle fenyők (jegenyefenyő, luc, erdeifenyő, vörösfenyő) száraz kérge alatt él, többnyire ott ahol a fatörzseket jól éri a nap. Két évig fejlődik, majd a talajban bebábozódik. Az imágó május-augusztusban rajzik. Nappal aktív, főleg ernyősök virágain tartózkodnak. 

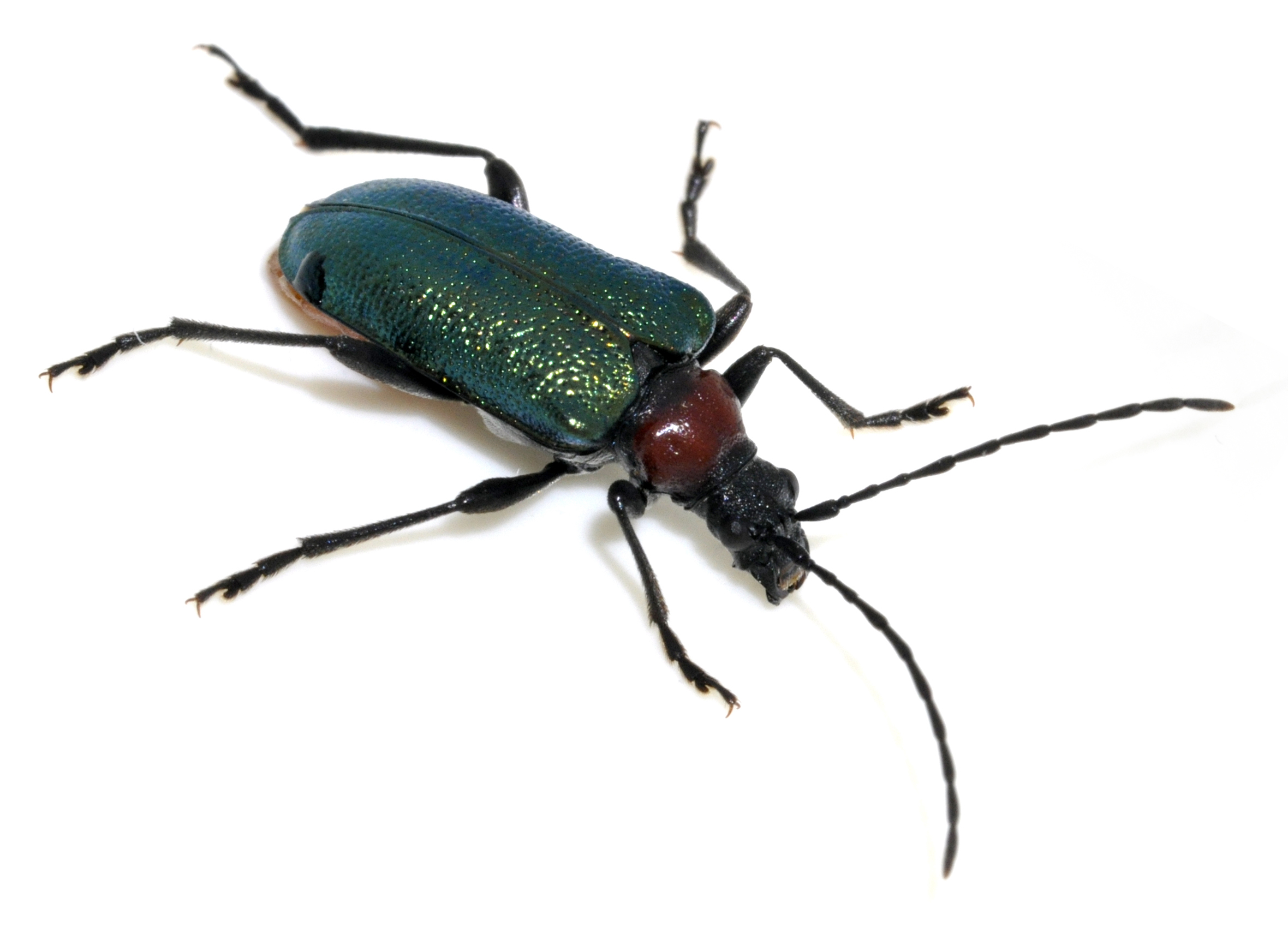
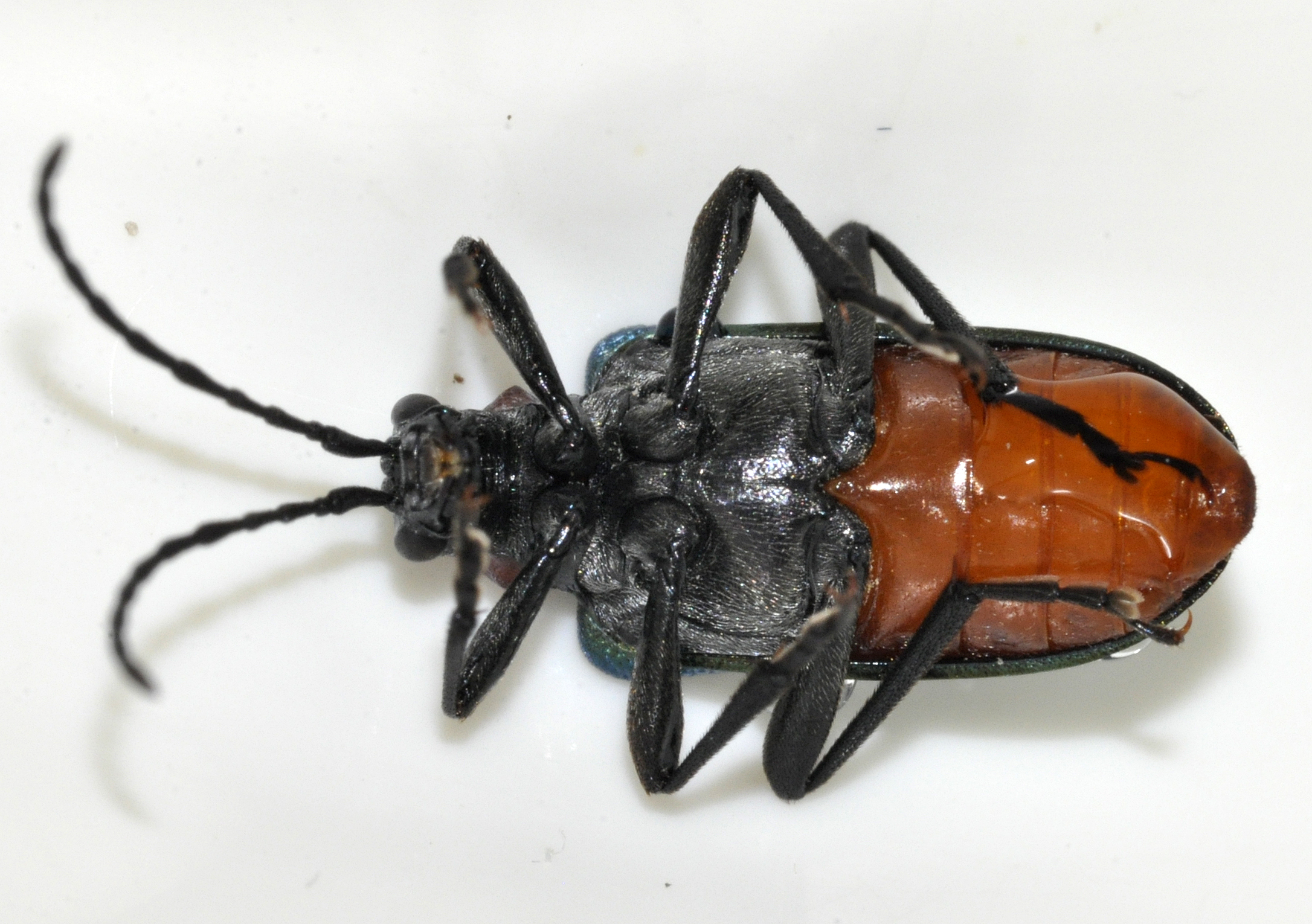
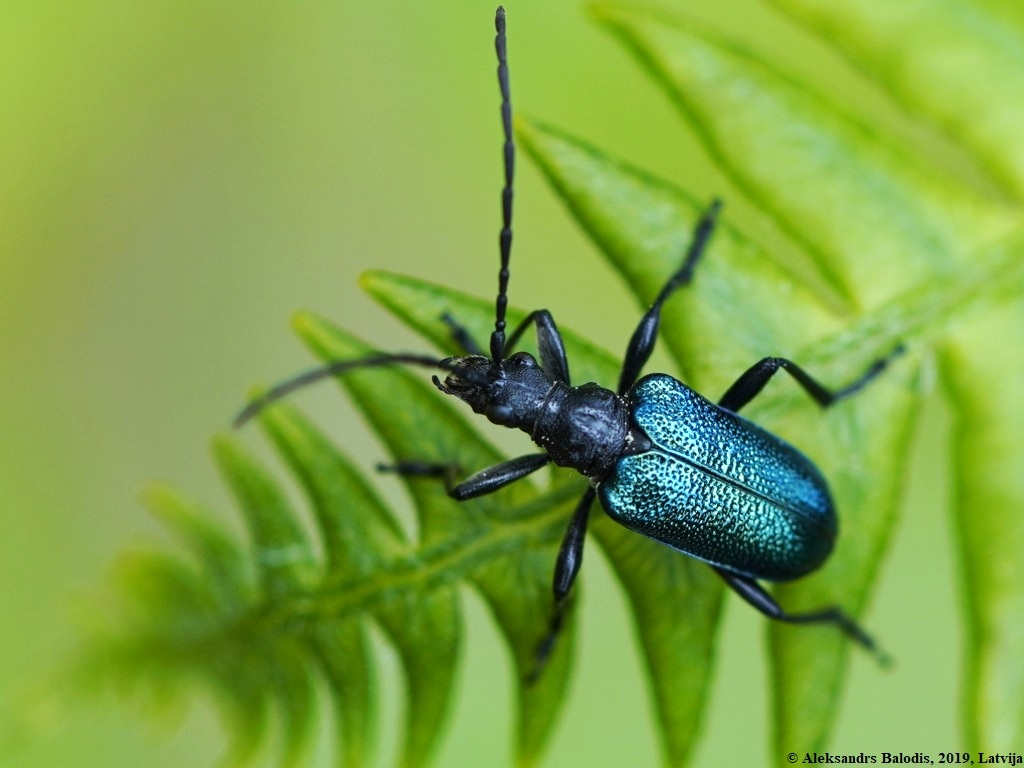
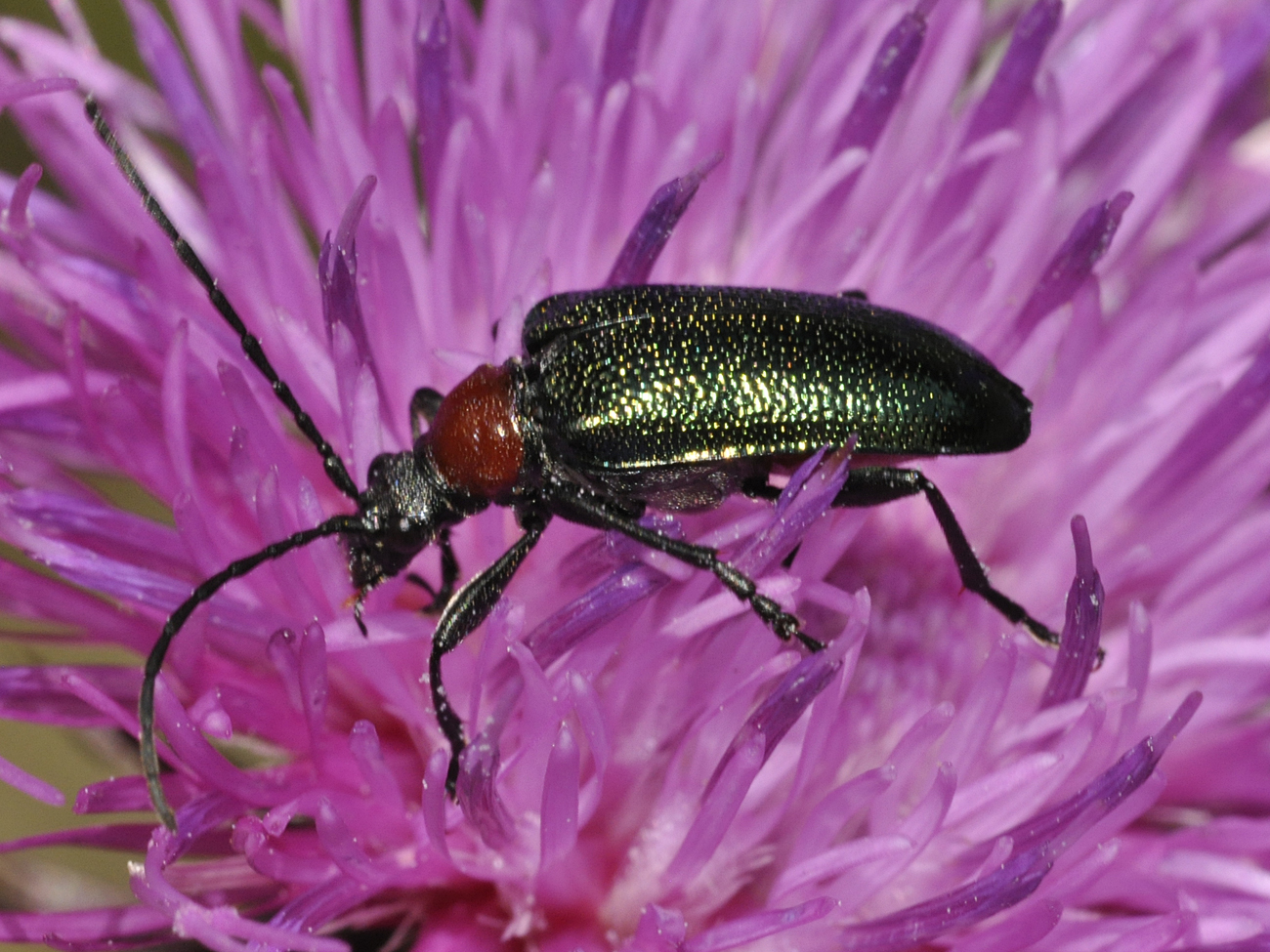
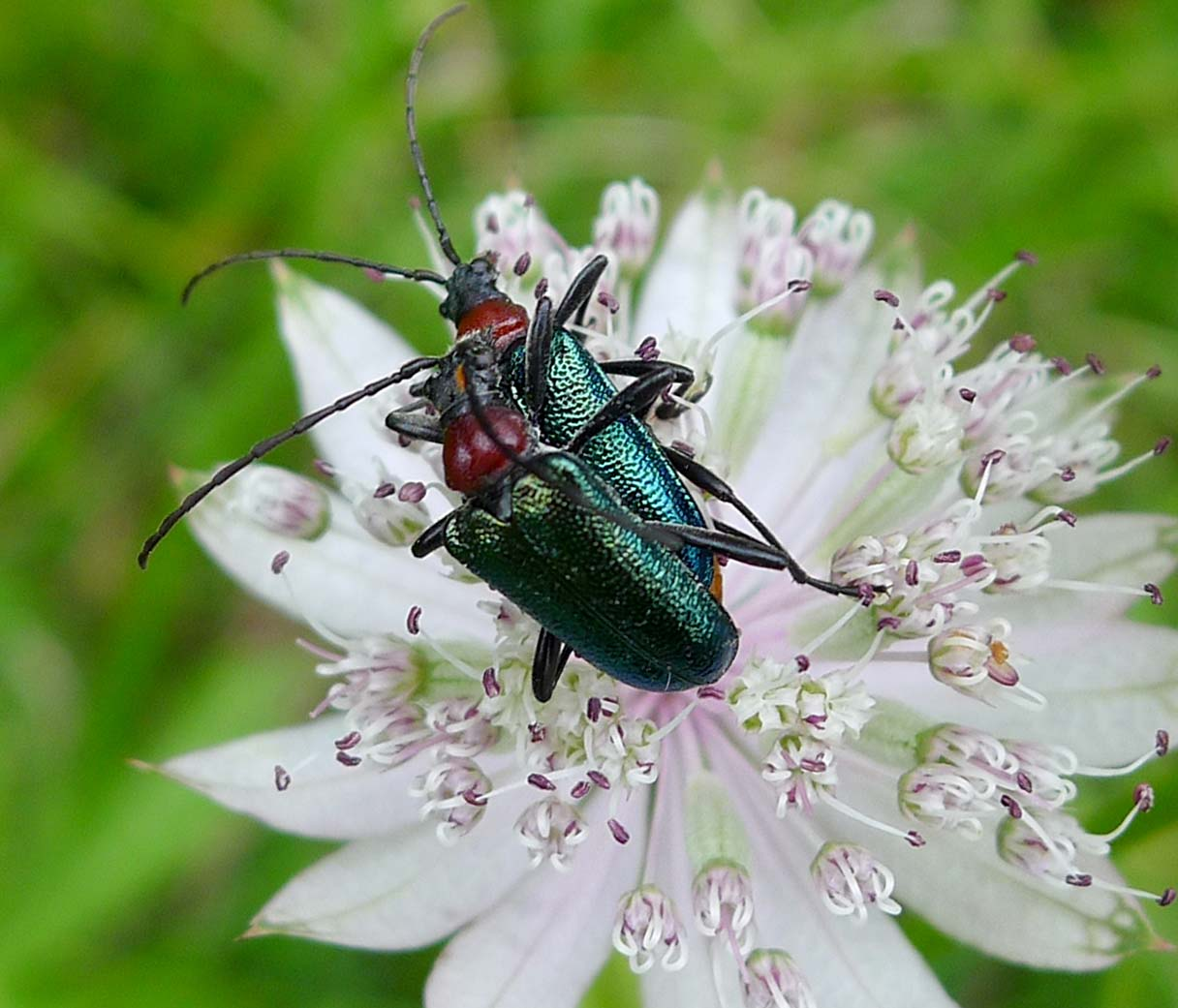

Magyarországon nem védett.